# هاوجانج يونايتد
نادي هاوجانج يونايتد لكرة القدم نادي كرة قدم سنغافوري يلعب في دوري الدرجة الممتازة.